# Charly Niessen
Charly Niessen (* 22. August 1923 in Wien; † 21. Februar 1990 in Prien am Chiemsee; eigentlich Carl Niessen) war ein österreichischer Komponist und Liedtexter.

## Leben
Er studierte Musik und Theaterwissenschaft in Wien, Weimar und Jena. Nach Kriegsende begann Niessen als Texter und Komponist für Wiener Kabarette. Ab 1952 arbeitete er in Berlin für das Kabarett Die Stachelschweine. 
Hier wurde er von Heino Gaze für den deutschen Schlager entdeckt. Zu seinen ersten kommerziell veröffentlichten Liedern gehört Die Damenwelt von Chile, das als B-Seite auf einer von Caterina Valentes ersten Singles (Malaguena) im Jahre 1954 erschien. Niessen gehörte in der Blütezeit der Schlagermusik Ende der 50er und Anfang der 60er Jahre zu den erfolgreichsten Textern und Komponisten. Insgesamt schrieb er über 1000 Titel. Beim Eurovision Song Contest 1963 trat Heidi Brühl mit seinem Song Marcel an und belegte den 9. Platz. 
Von ihm stammt auch die deutschsprachige Fassung der Liedertexte des Musicals Promises, Promises. 1965 verfasste er selbst das Musical Wonderful Chicago. Er schrieb die Filmmusik zu mehreren Schlagerfilmen und Filmen anderer Art, außerdem werden einige seiner Erfolgstitel in anderen Filmen vorgetragen. Niessen war vorübergehend mit der Schauspielerin Claudia Wedekind verheiratet. Seine Grabstätte befindet sich auf dem Friedhof von Prien am Chiemsee. 

## Schlagertitel (Auswahl)
- 1955: Ein Gruß, ein Kuß, ein Blumenstrauß
- 1958: Blue Jean Boy
- 1959: Banjo Boy
- 1961: Der Mann im Mond
- 1962: No Bier, No Wein, No Schnaps
- 1962: Ich kauf’ mir lieber einen Tirolerhut
- 1963: Marcel
- 1963: Eins und eins, das macht zwei
- 1963: Aber schön war es doch
- 1963: Da Doo Ron Ron
- 1965: In dieser Stadt
- 1965: Bin i Radi, bin i König
- 1969: Am Rosenmontag bin ich geboren
- 1970: So leb’ dein Leben
- 1973: Hallo, Herr Nachbar
- 1974: Shalom Jerusalem
- 1976: Komm doch mal rüber

## Filmografie
- 1958: Der lachende Vagabund
- 1959: Gitarren klingen leise durch die Nacht
- 1959: Wenn das mein großer Bruder wüßte
- 1959: Das blaue Meer und Du
- 1959: Das Nachtlokal zum Silbermond
- 1959: Hula-Hopp, Conny
- 1960: Der Held meiner Träume
- 1960: Meine Nichte tut das nicht
- 1960: Immer will ich dir gehören
- 1960: Conny und Peter machen Musik
- 1961: Bankraub in der Rue Latour
- 1962: Wenn die Musik spielt am Wörthersee
- 1963: Das große Liebesspiel
- 1965: Schüsse im 3/4 Takt
- 1968: Sommersprossen
- 1969: Köpfchen in das Wasser, Schwänzchen in die Höh’
- 1970: August der Starke – Ein ganzes Volk nennt ihn Papa
- 1970: Beiß mich, Liebling
- 1973: Zwischen den Flügen
- 1974: Der schönste Mann von der Reeperbahn
- 1980: Aller guten Dinge sind drei. Serenade für Spieldose, Cello und Orgel
- 1982: Mein Sohn, der Minister